# 242
سنة 242 م (بالأرقام الرومانية: CCXLII) كانت سنة بسيطة تبدأ يوم السبت (الرابط يظهر نموذج الجدول الزمني الكامل للسنة) من التقويم اليولياني. بدأت تسمية السنة ب242 منذ العصور الوسطى المبكرة، عندما أصبح تقويم أنو دوميني هو الأسلوب السائد في أوروبا لتسمية السنوات.

## أحداث
- الإمبراطور الروماني جورديان الثالث يبدأ حملة على الشاه شابور بن أردشير الساساني، ورافقه الفيلسوف أفلوطين على أمل الوصول في الأعمال الفلسفية الفارسية والهندية

## مواليد
- كاو ماو إمبراطور مملكة وي

## وفيات
- أردشير الأول أول الملوك الساسانيين الآريين الفرس
- أمونيوس السقاص